# Joseph Forestier
Pour les articles homonymes, voir Forestier (homonymie).
Joseph Forestier est un cornettiste, corniste et compositeur français né le 5 mars 1815 à Montpellier et mort le 13 novembre 1882 à Neuilly-sur-Marne. 

## Biographie
Joseph Forestier naît le 5 mars 1815 à Montpellier,.      
Il commence son apprentissage musical dans sa ville natale avant d'étudier à partir de 1832 au Conservatoire de Paris, où il obtient en 1834 un 1er prix de cor dans la classe de Louis François Dauprat,.      
Comme musicien, il joue dans l'orchestre du Théâtre-Italien et de l'Opéra de Paris, en tant que trompettiste puis cornettiste, ainsi qu'aux concerts Musard au cornet, entre 1844 et 1868. Il est l'un des premiers et plus célèbres virtuoses de l'instrument, récemment introduit à cette époque en France, avant qu'Arban ne prenne la relève.      
Joseph Forestier est professeur de cornet à pistons au Gymnase musical militaire, auteur d'une méthode pour l'instrument (Grande méthode complète de cornet à pistons) et d'études (25 études),. À la fermeture de l'établissement, il est nommé professeur de cornet au Conservatoire de Paris pour les classes spéciales pour élèves militaires, entre 1856 et 1870,.      
Dans le domaine de la facture instrumentale, il s'intéresse aux recherches d'Adolphe Sax et publie une Monographie des instruments à six pistons et tubes indépendants, études pratiques et théoriques pour le nouveau système de M. A. Sax,.      
Comme compositeur, Forestier est aussi l'auteur de nombreux solos de concours, thèmes variés et fantaisies pour cornet et piano.                      
Il meurt le 13 novembre 1882 à Neuilly-sur-Marne.                      